# Paopao
Paopao – miasto w Polinezji Francuskiej, na wyspie Moorea. Według danych szacunkowych na rok 2008 liczy 4 571 mieszkańców.